# Аноя (Італія)
Аноя (італ. Anoia, сиц. Anoja) — муніципалітет в Італії, у регіоні Калабрія,  метрополійне місто Реджо-Калабрія.
Аноя розташована на відстані близько 500 км на південний схід від Рима, 70 км на південний захід від Катандзаро, 55 км на північний схід від Реджо-Калабрії.
Населення — 2231 особа (2014).
Щорічний фестиваль відбувається 6 грудня. Покровитель — святий Миколай Vescovo.

## Демографія
Населення за роками:

Станом на 1 січня 2023 року в муніципалітеті офіційно проживало 35 іноземців з 9 країн, серед них 21 громадянин країн Євросоюзу.

## Сусідні муніципалітети
- Чинкуефронді
- Феролето-делла-К'єза
- Джиффоне
- Маропаті
- Мелікукко
- Полістена